# 全民超人
是一部於2008年上映的美國超級英雄喜劇片，由彼得·柏格執導，威爾·史密斯、傑森·貝特曼和莎莉·賽隆等人主演。電影的故事最早於1996年出自於編劇吳文森之手，在好萊塢曾陷入苦思階段，本片進行拍攝企劃期間也經過不同導演的替換，包括東尼·史考特（Tony Scott）、麥可·曼（Michael Mann）、強納森·莫斯托和蓋布瑞·穆契諾。
《全民超人》原先預計在同樣由威爾·史密斯演出的《我是傳奇》拍攝前進行製作，拍攝主要場景位於洛杉磯。在北美地區，美國電影協會將本片分級為PG-13，在經過兩次的試映後，重製影片剪掉可能被評為R級的片段。電影在2008年7月2日於北美首映，而台灣於7月1日提前上映。

## 劇情
居於美國洛杉磯的街頭超人——漢考克（威爾·史密斯 飾）天賦異稟，擁有超能力，能夠飛天遁地，刀槍不入、力大无穷。他一心想「替天行道，儆惡懲奸」，拯救萬民，可惜由於他不按牌理出牌的個性，往往烏龍百出，結果超級英雄當不成，反而被人視為超級掃把星。失意的漢考克終日酗酒，於街頭流離浪蕩，在一次偶然的機會中，他救了公關顧問雷·恩布里（傑森·貝特曼 飾），雷為了感謝漢考克的救命之恩，決定幫漢考克重新建立形象，以公關策略配合宣傳攻勢，讓他的聲名來個谷底反彈。在雷的安排下，漢考克乖乖來到監獄裡接受看管。
然而，在漢考克入獄不到一星期，一夥以帕克（埃迪·馬爾桑 飾）為首的歹徒持槍搶劫銀行，並挾持了一堆人質，為此束手無策的警察局長只好向漢考克求助，由於漢考克入獄期間開始反省自己的所作所為，因此他完美地達成了第一個任務，所有歹徒都被繩之以法，過程中也沒有造成任何破壞，而且他對所有人都很有禮貌，因此在場的員警和市民都對他大加讚揚。在雷、玛丽和汉考克之间的晚餐中，为了更好地了解彼此，他透露 80年前他在一家医院醒来时失忆发作严重，甚至不记得他的名字，当医生试图注射他的手臂时，注射器中的针头断了。出院后，接待员要求他提供“约翰·汉考克”（即他的签名），他误以为这是他的真名，从那时起就一直采用他的化名。之後雷又安排漢考克進行了一些公關活動，而漢考克也結識了雷的老婆瑪莉（莎莉·賽隆 飾），不過漢考克萬萬沒有想到，表面看似持家好太太的瑪莉，竟是個隱姓埋名的女超人！瑪莉告訴漢考克和雷：自己和汉考克曾有很多同类，但那些同类在结合后都死了，而自己与汉考克分手了。后来玛丽在一次因緣際會下认识了单亲鳏夫雷，進而與雷相戀、結婚。
為此大受打擊的漢考克又開始借酒澆愁，卻在一間賣酒的小店裡順手擺平了兩個持槍搶匪，沒想到他自己也中槍受傷了。漢考克感到不解，他明明是刀槍不入的超人，為什麼還會受傷呢？瑪莉來醫院探視漢考克時告訴他，他們幾千年來就一直是一對，只要他們兩個靠得太近，他們就會恢復成一般人的體質，像一般人一樣相愛、生育，過一般人的生活，也會像一般人一樣死亡，而汉考克一直为了保护她而受伤。在八十年前，汉考克和玛丽在迈阿密观看新上映的电影《科学怪人》，在散场后回家的路上两人遭到袭击，汉考克头部受伤。汉考克在送往医院后伤势自动痊愈，但随后赶到医院的玛丽发现汉考克忘记了自己。为了让汉考克活下去，玛丽离开了汉考克。就在此時，之前被活逮入獄的帕克對漢考克恨之入骨，決定對漢考克展開報復行動，因此他逃出監獄，率領四個同夥來到醫院，準備在漢考克重傷的時候取其性命，沒想到反而一槍打中瑪莉。瑪莉的超能力因為受傷而衰弱，漢考克的超能力因此逐步恢復，他就用這部份的超能力把帕克的四個同夥都擺平了，但他還是免不了受到重傷。就在帕克準備送漢考克上西天時，雷及時趕到，用消防斧將帕克砍死，救了漢考克一命。此時中槍的瑪莉瀕臨死亡邊緣，漢考克明白要救瑪莉只有一條路，那就是他走得越遠越好，只要他們分開了，他們各自的超能力就會恢復，如此一來，這一點槍傷就不算什麼了。
之後漢考克依舊繼續做拯救萬民的工作，他知道雷在推銷全球愛心理念時屢屢受阻，於是他把代表該理念的心形標記給刻到月球上去了，好讓全世界的人都看得到。
在片尾的场景中，一名罪犯逍遥法外，当他劫持人质时，汉考克出现了。汉考克告诉警察放下武器。罪犯称他为“混蛋”，汉考克转过身来对他微笑。

## 演員
- 威爾·史密斯 - 飾 約翰·漢考克（John Hancock）／全民超人
- 傑森·貝特曼 - 飾 雷·恩布里（Ray Embrey）
- 莎莉·賽隆 - 飾 玛丽·恩布里（Mary Embrey）
- 埃迪·馬爾桑 - 飾 帕克（Kenneth "Red" Parker, Jr.）
- 約翰尼·蓋爾克奇 - 飾 傑里米（Jeremy）

## 發行

### 分級
全民超人經由美國電影協會（MPAA）的兩次審核，且兩次都被評級為R級，而非行銷原先預期目標觀眾更為廣泛的R-13。MPAA說明其中有問題的因素，包括威爾·史密斯所扮演的角色在17歲少年面前喝酒，或是在酗酒的情況下飛行，其中一項MPAA要求移除的片段還涉及到法定強姦罪。由於這些因素，片廠執行只好修改漢考克角色的性質更為舒緩，讓行銷著重在動作場面和幽默情節上，導演提到「電影的宣傳預告會比本片更為親切」。MPAA舉出「一些科幻場面和暴力語言」，最終妥協給予本片評級為PG-13。

### 片名
全民超人原先在草創階段時的英文名稱作《Tonight, He Comes》，而後在確定電影片名前才改稱為《Hancock》。推銷顧問試圖去說服索尼影業再度跟換電影片名，因為片名意思太過於含糊不清，建議改名為像是英雄不死（Heroes Never Die）、痞子英雄（Unlikely Hero）或英雄公敵（Less Than Hero）的名稱，不過索尼最後仍然保持原名。
全民超人英文片名是以主角在電影中的名字約翰·漢考克作為片名。歷史上約翰·漢考克是獨立宣言的第一位簽署人，因此美式英文中「約翰·漢考克」成為親筆簽名的代名詞。在電影中威爾·史密斯因為失去記憶，護士要他簽名而誤以為「約翰·漢考克」是他的本名。

### 首映
全民超人最早在2008年6月19日30屆莫斯科國際影展的開幕舉行全球首映，以避免侵犯版權，協會採取史無前例的步驟，以防止非法複製電影。電影各地普遍在2008年7月2日上映。

## 迴響

### 評價
爛番茄新鮮度41%，基於218條評論，平均分為5.4/10，而在Metacritic上得到49分，IMDB上得6.4分，差評居多。

### 票房
上映後，在全球開出了$6.34亿美元的佳績，比起約1.5億美元的預算，可說是一個票房上的成功。
美國首映週末收穫6260萬美元位居當週冠軍，臺灣首週獲2607萬新台幣位居冠軍。
| 上一届： 《瓦力》     | 2008年全美週末票房冠軍 第27週 | 下一届： 《地獄怪客2：金甲軍團》 |
| 上一届： 《功夫熊貓》 | 2008年台北週末票房冠軍 第27週 | 下一届： 《赤壁》                |

## 续集
导演彼得·伯格在之前全民超人汉考克的发布会上说如果这部电影能预测尽可能多的业务，将会优先考虑筹拍其续集，也就是全民超人汉考克2将会紧随其后。在整部电影发行了DVD与Blu-ray之后，演员威尔·史密斯说：“我们正在进行讨论有关这部可能的续集，但想法尚未成熟，但是我们正在构建出整个世界；我认为人们将会非常惊讶于“汉考克”的新的世界。”  2009年8月，哥伦比亚电影公司聘请编剧亚当·菲耶罗和格伦·马扎拉来撰写续集，工作室也计划带回最初的制作团队。查理兹·塞隆已证实她将会继续扮演她的角色，伯格说期待能有第三个演员来饰演能拥有像史密斯和塞隆那样的超能力的人物。

## 外部連結
- 北美官方網站（页面存档备份，存于）
- 台灣官方網站
- 互联网电影数据库（IMDb）上《全民超人》的资料（英文）
- AllMovie上《全民超人》的资料（英文）
- 爛番茄上《全民超人》的資料（英文）
- Metacritic上《全民超人》的資料（英文）
- Box Office Mojo上《全民超人》的資料（英文）
- A Small Talk With RYAN LANEY《街頭超人》電腦特技指導專訪 by CGVisual.com（页面存档备份，存于）